# La Ronde

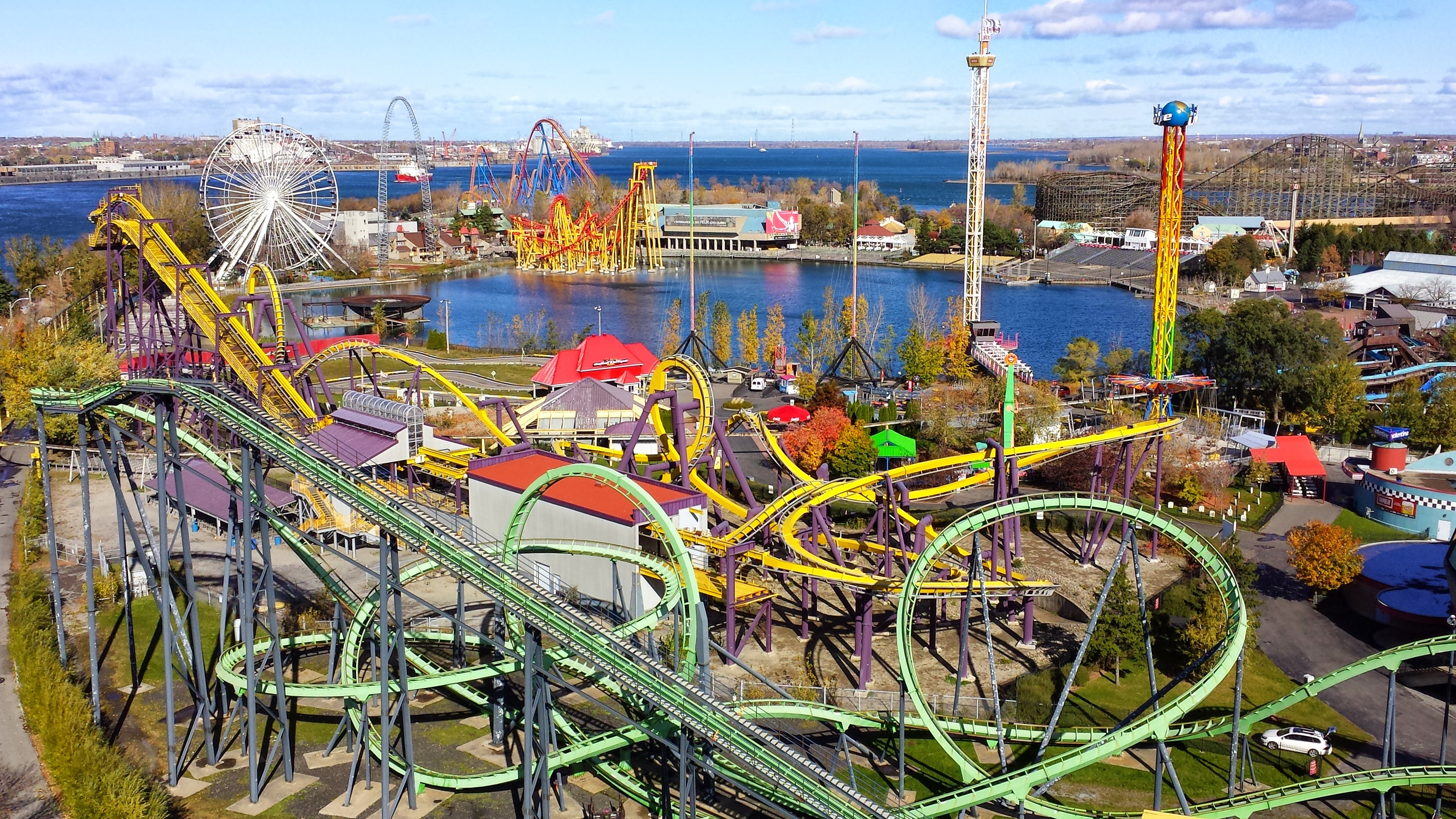
Areál parku (2013)

La Ronde je zábavní park v Montréalu v Kanadě. Nachází se na ostrově Svaté Heleny ležícím v řece Svatého Vavřince. Rozloha parku činí 591 tisíc metrů čtverečních. Od roku 2001 ho provozuje společnost Six Flags (do té doby město Montréal) a park je druhým největším na území Kanady. Návštěvníkům je park otevřen vždy v období mezi květnem a říjnem.
Poprvé byl park otevřen roku 1967 při příležitosti konání Světové výstavy (Expo). K roku 2011 nabízel celkem čtyřicet jízdních atrakcí, mezi nimiž nechybělo jedenáct horských drah a tři tobogány. Roku 2007 park navštívilo úhrnem 1 915 000 návštěvníků.
V létě se v areálu zábavního parku pravidelně koná mezinárodní ohňostrojová soutěž nazvaná L'International des Feux Loto-Québec.